# زعرور صيصة الديك
زُعرور صيصة الديك أو زعرور عرف الديك هو نوع من الزعرور. موطنها شرق أمريكا الشمالية من أُنطريَة إلى تكساس إلى افلردة ، وتستخدم على نطاق واسع في البستنة.

## الوصف
هذه شجرة صغيرة تطول نحو 10 أمتار وتعرض 8 أمتار مدورَّة عندما تكون صغيرة وتنتشر وتتسطح مع نضوجها. تطول الأوراق من 5 إلى 6 سم لونها أخضر لامع داكن وتتحول إلى اللون الذهبي في الخريف. الزهور بيضاء ليست مستحبة العرف. الثمار تفاحيَّة صغيرة تختلف في اللون يكثر فيها الأحمر. معظم أنواع الشجرة البرية مدججة بأشواك حادة تطول عدة سنتمترات.

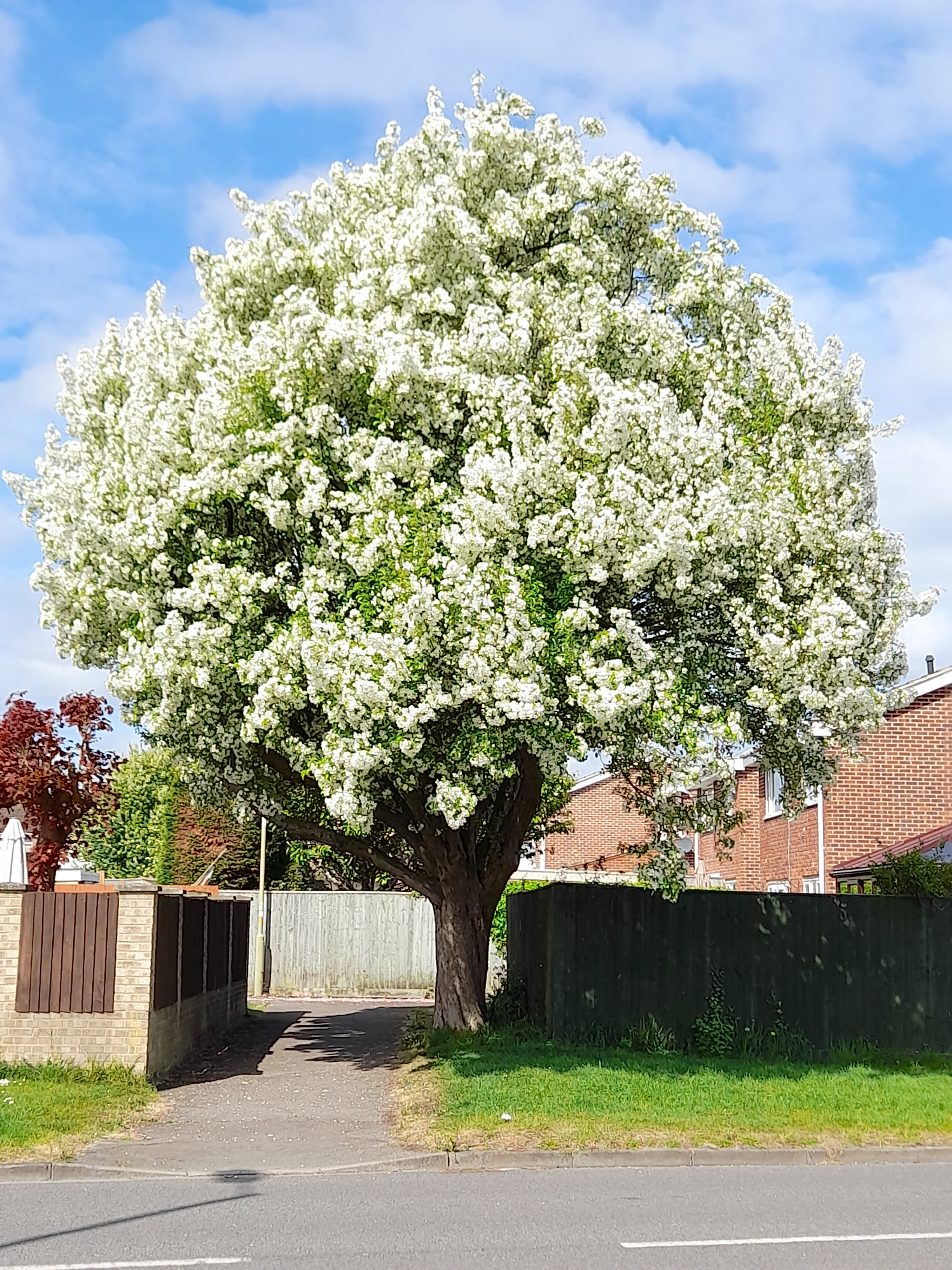
شجرة زعرور صيصة الديك في المملكة المتحدة ، 5 مايو 2022.

هذا النوع هو شجرة الزينة الشعبية وخاصة النُوَيع inermis الذي يفتقر إلى الأشواك. قد تكون العديد من الأشكال البرية الأخرى مناسبة جدًا لتنسيق الحدائق إذا كانت معروفة بشكل أفضل، وتوجد أشكال ذات ثمار صفراء .

## الاستخدامات
الثمار صالحة للأكل ويمكن تحويلها إلى هلام أو سحقها لصنع الشاي.

## الصور

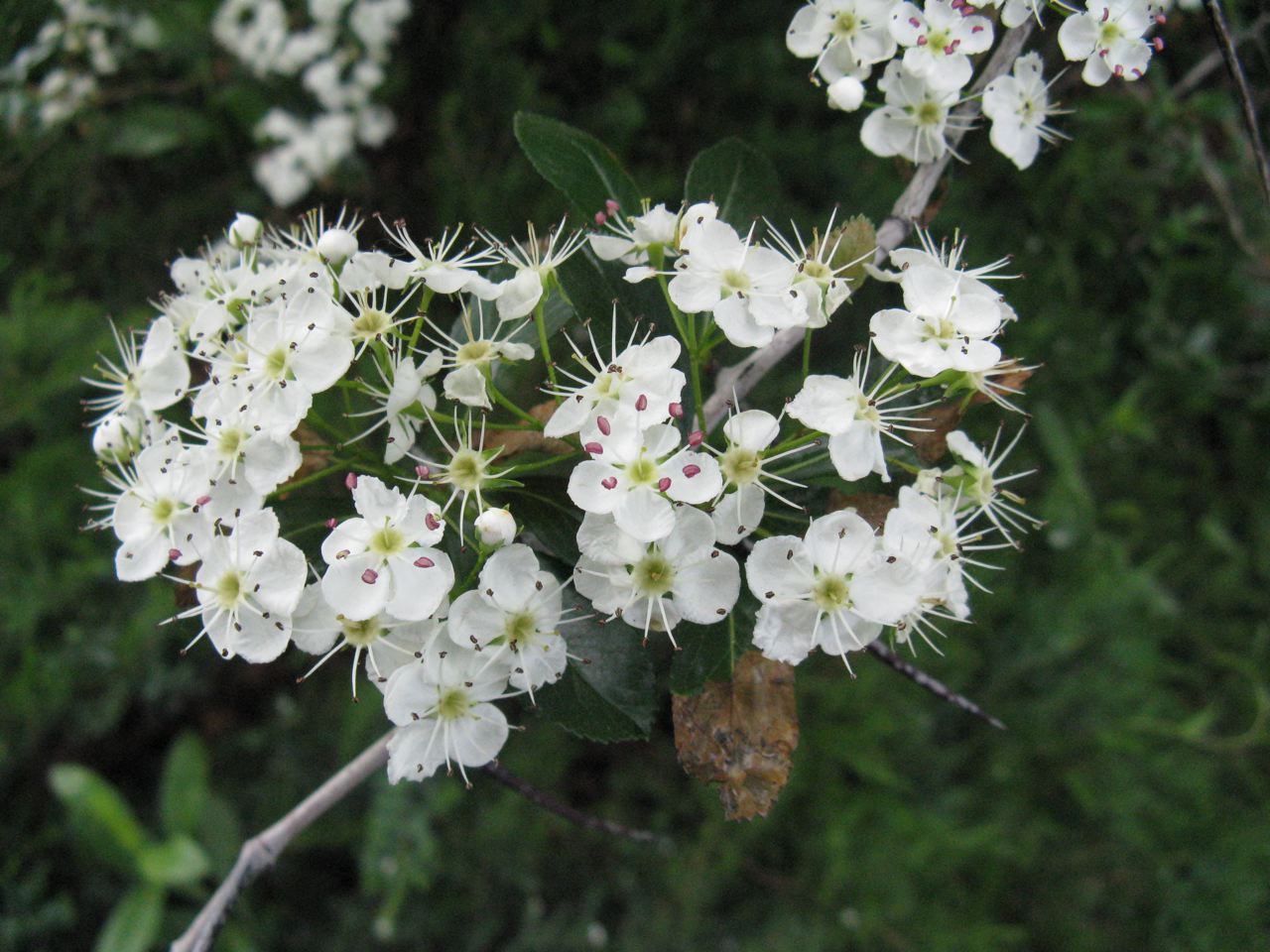
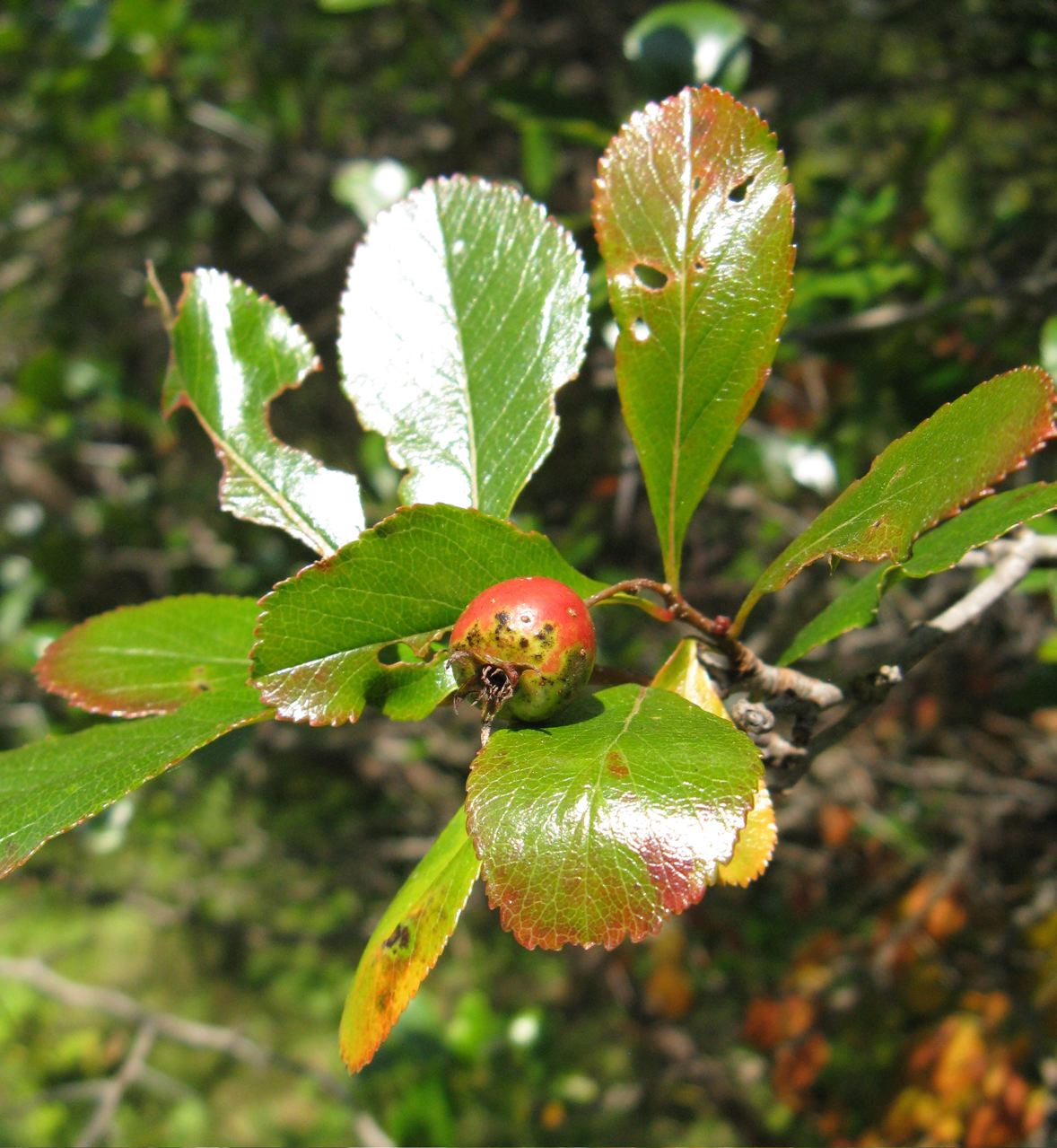
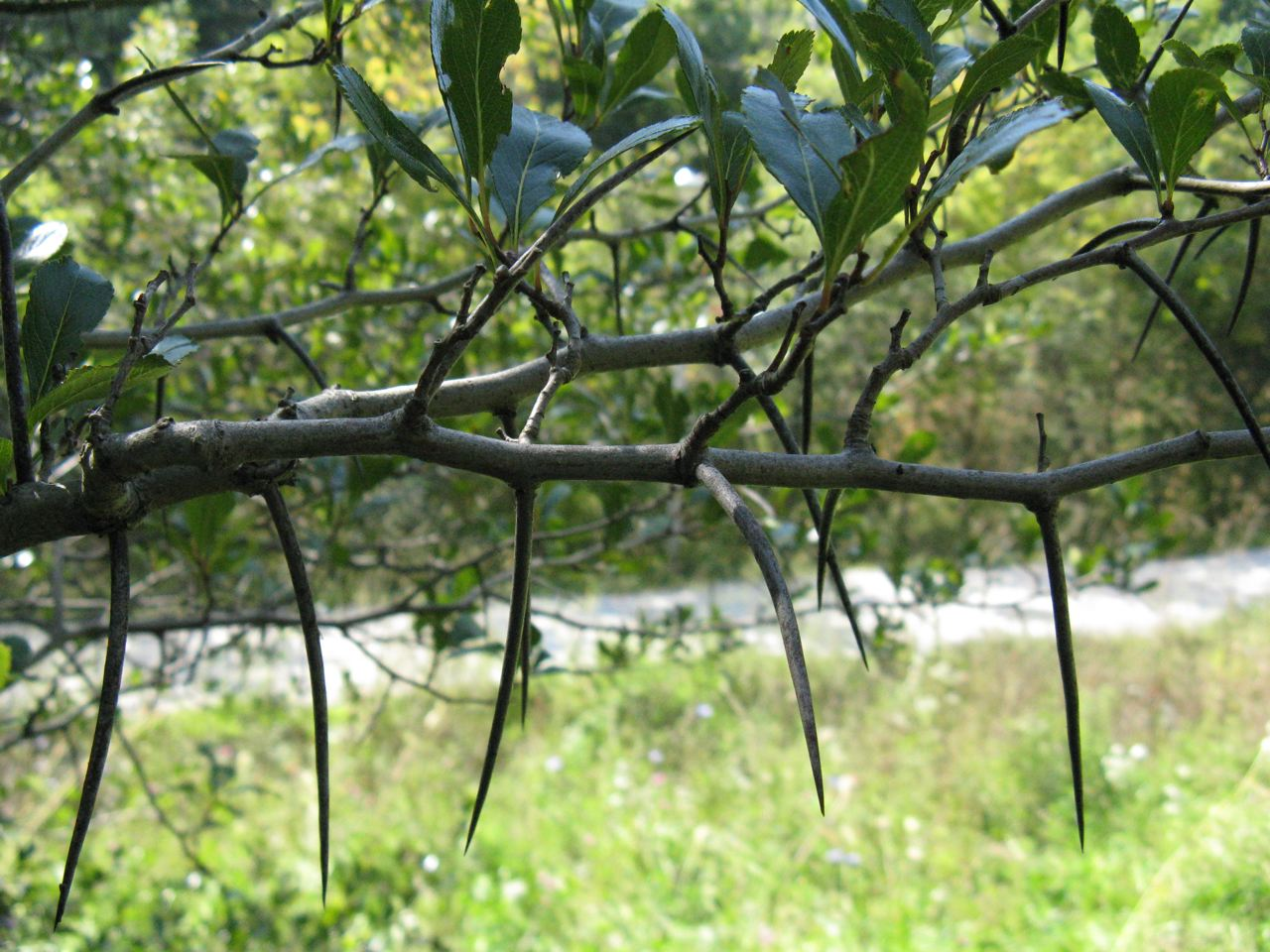
أشواك على فروع عمرها يرواح من 2 إلى 3 سنوات
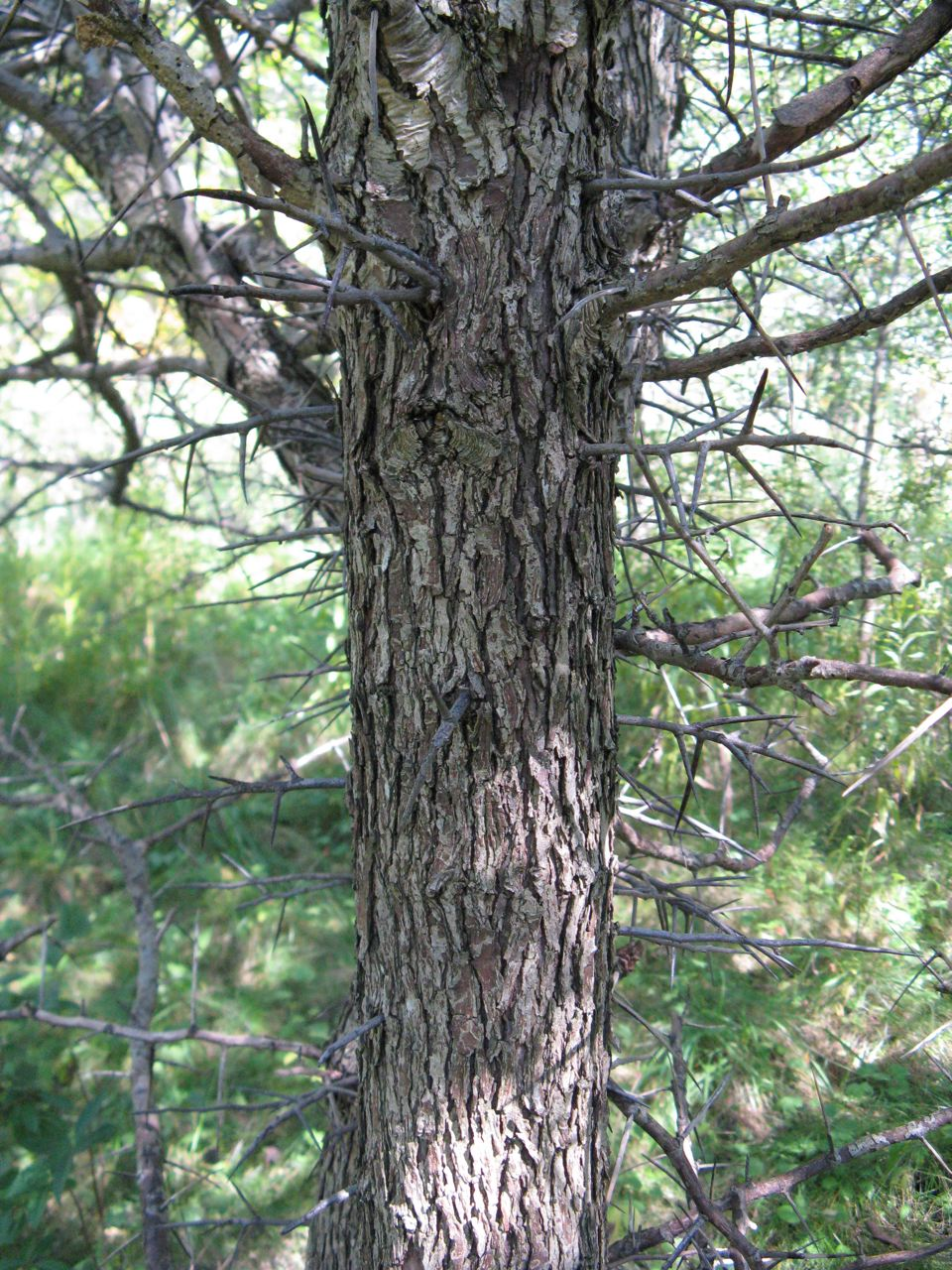
أشواك متفرعة على الجذع
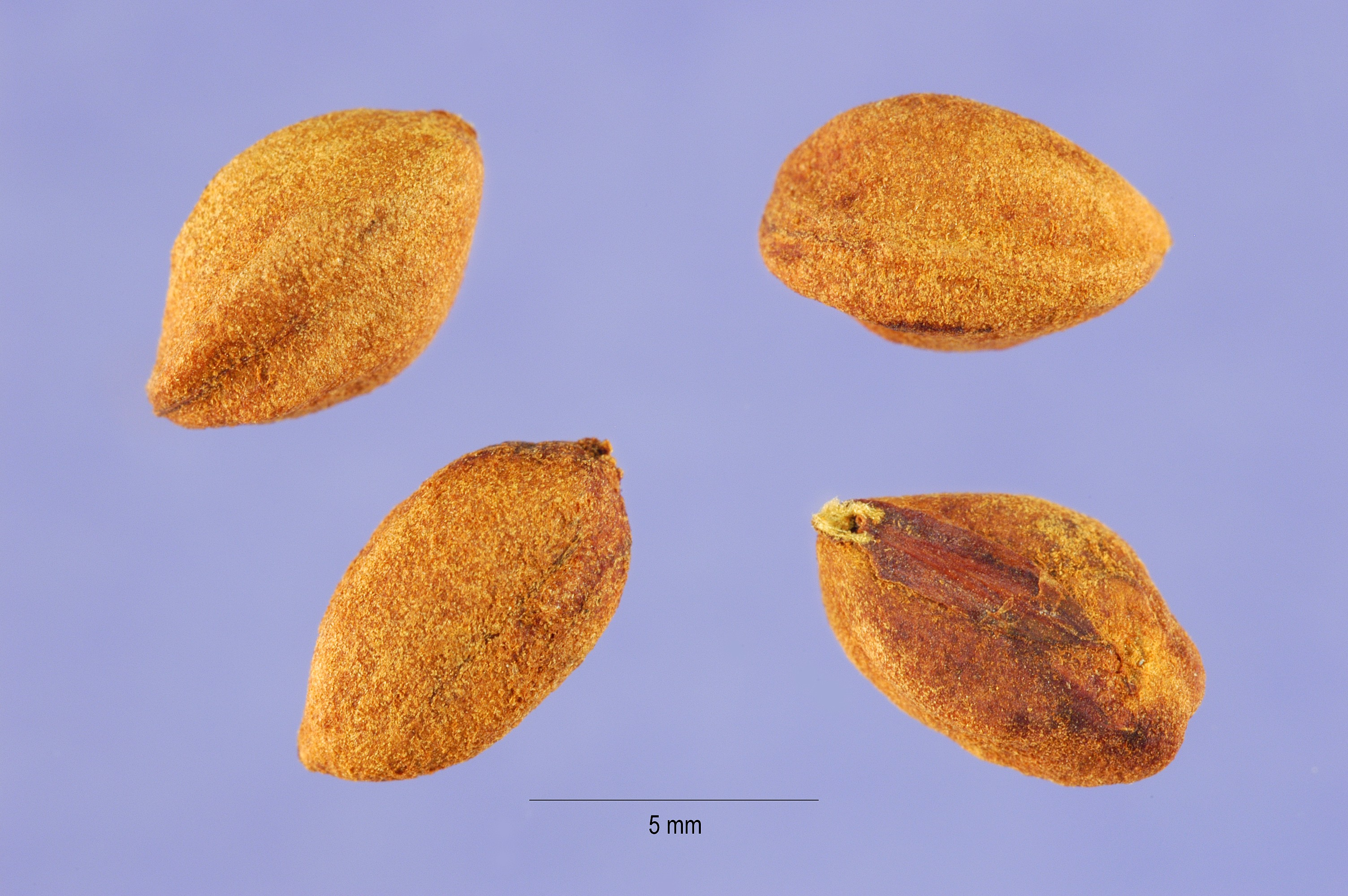
بذور
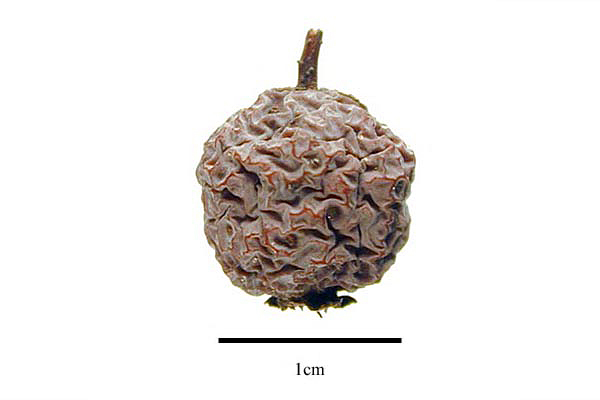
فواكه محفوظة